# Lista över vulkaner på Antarktis

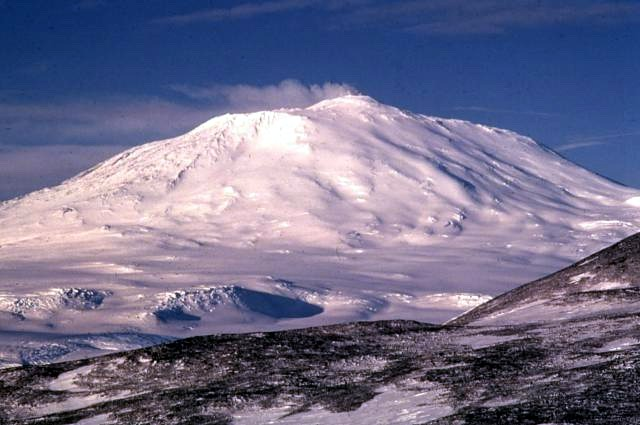
Mount Erebus

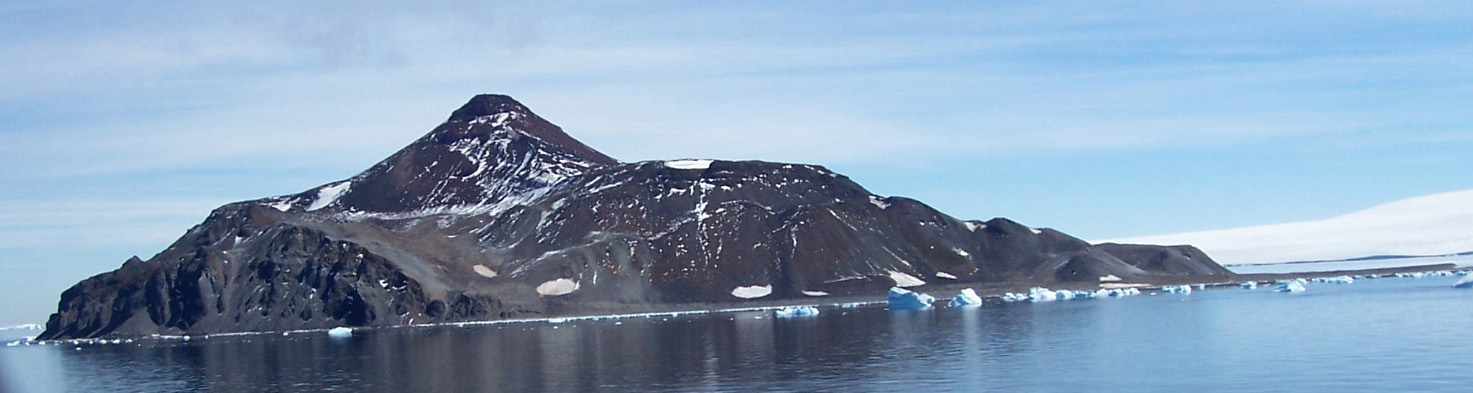
Pauletön

Detta är en lista över vulkaner på Antarktis.
| Namn                  | Höjd (m ö.h.) | Koordinater                                 | Senaste utbrott           |
| --------------------- | ------------- | ------------------------------------------- | ------------------------- |
| Mount Andrus          | 2978          | 75°48′S 132°20′V / 75.800°S 132.333°V       | Holocen                   |
| Mount Berlin          | 3478          | 76°03′S 136°00′V / 76.050°S 136.000°V       | -                         |
| Mount Bird            | 1800          | 77°12′S 166°30′Ö / 77.200°S 166.500°Ö       | 3,8–4,6 miljoner år sedan |
| Bridgeman Island      | 240           | 62°03′S 56°45′V / 62.050°S 56.750°V         | -                         |
| Coulman Island        | 1998          | 73°30′S 169°36′Ö / 73.500°S 169.600°Ö       | -                         |
| Deception Island      | 576           | 62°58′S 60°39′V / 62.967°S 60.650°V         | 1987                      |
| Mount Discovery       | 2681          | 78°18′S 165°00′Ö / 78.300°S 165.000°Ö       | Okänt                     |
| Mount Erebus          | 3794          | 77°32′S 167°17′Ö / 77.533°S 167.283°Ö       | 2007                      |
| Mount Frakes          | 3654          | 76°48′S 117°42′V / 76.800°S 117.700°V       | -                         |
| Gaussberg             | 370           | 66°48′S 89°11′Ö / 66.800°S 89.183°Ö         | -                         |
| Mount Hampton         | 3323          | 76°30′S 126°00′V / 76.500°S 126.000°V       | -                         |
| Mount Harcourt        | 1571          | 72°24′S 170°6′Ö / 72.400°S 170.100°Ö        | -                         |
| Hudson Mountains      | 749           | 74°19.8′S 99°25.2′V / 74.3300°S 99.4200°V   | Okänt, kanske 1985        |
| Mount Melbourne       | 2732          | 74°21′S 164°42′Ö / 74.350°S 164.700°Ö       | 1750 ± 100 år             |
| Mount Morning         | 2723          | 78°30′S 163°30′Ö / 78.500°S 163.500°Ö       | -                         |
| Mount Ellis           | 3078          | 76°06′S 135°00′V / 76.100°S 135.000°V       | -                         |
| Mount Murphy          | 2703          | 75°18′S 100°45′V / 75.300°S 100.750°V       | senare Miocen             |
| Mount Overlord        | 3395          | 73°12′S 164°36′Ö / 73.200°S 164.600°Ö       | -                         |
| Pauletön              | 353           | 63°34.8′S 55°46.2′V / 63.5800°S 55.7700°V   | Holocen                   |
| Penguin Island        | 180           | 62°06′S 57°55.8′V / 62.100°S 57.9300°V      | 1905(?)                   |
| Peter I:s ö           | 1640          | 68°51′S 90°34.8′V / 68.850°S 90.5800°V      | Holocen                   |
| The Pleiades          | 3040          | 72°40.2′S 165°30′Ö / 72.6700°S 165.500°Ö    | 1050 f.Kr. ± 1000 år      |
| Royal Society Volcano | 3000          | 78°15′S 163°36′Ö / 78.250°S 163.600°Ö       | Holocen                   |
| Seal Nunataks         | 368           | 65°1.8′S 60°03′V / 65.0300°S 60.050°V       | 1980                      |
| Mount Sidley          | 4181          | 77°06′S 126°06′V / 77.100°S 126.100°V       | -                         |
| Mount Siple           | 3110          | 73°43′S 126°40′V / 73.717°S 126.667°V       | Holocen                   |
| Mount Steere          | 3558          | 76°42′S 117°48′V / 76.700°S 117.800°V       | -                         |
| Mount Takahe          | 3460          | 76°16.8′S 112°04.8′V / 76.2800°S 112.0800°V | 5550 f.Kr.                |
| Mount Terror          | 3230          | 77°31′S 168°32′Ö / 77.517°S 168.533°Ö       | -                         |
| Toney Mountain        | 3595          | 75°48′S 115°49.8′V / 75.800°S 115.8300°V    | Holocen                   |
| Mount Waesche         | 3292          | 77°10.2′S 126°52.8′V / 77.1700°S 126.8800°V | Holocen                   |